# Günter Halm

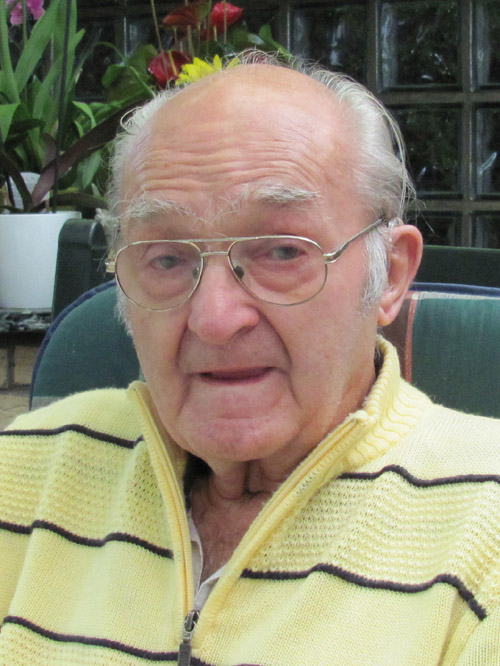
Günter Halm im Jahre 2011

Günter Halm (* 27. August 1922 in Elze; † 26. September 2017) war Angehöriger der 21. Panzer-Division der deutschen Wehrmacht und der jüngste Ritterkreuzträger des Afrikakorps.

## Leben

### Herkunft und Ausbildung
Günter Halm wurde am 27. August 1922 in der niedersächsischen Kleinstadt Elze als Sohn von Heinrich und Friederike Halm geboren. Nach dem Besuch der Oberrealschule in Hildesheim absolvierte er eine zweijährige Lehre zum Maschinenschlosser.

### Zweiter Weltkrieg
Ende 1941 wurde Halm zur militärischen Grundausbildung einberufen, die er in der Panzerjäger-Ersatzabteilung 13 in Braunschweig ableistete. 1942 kam er zum Deutschen Afrikakorps, wo er als Richtschütze im Panzerabwehrzug der Stabskompanie des Panzergrenadier-Regiments 104 der 21. Panzer-Division eingesetzt wurde. Der Panzerabwehrzug bestand aus zwei erbeuteten und umgebauten sowjetischen 76-mm-Divisionskanonen M1936 (F22) – Wehrmacht-Bezeichnung 7,62-cm-PaK 36, wobei Halm am ersten Geschütz unter dem Kommando des Unteroffiziers Jabeck Verwendung fand.
Mit seiner Einheit nahm Halm am Unternehmen Theseus teil und wurde am 1. Juli 1942 zum Gefreiten befördert. Am 15. Juli 1942 wurde ihm für die Vernichtung zweier britischer Panzer bei der Schlacht von Bir Hakeim das Eiserne Kreuz 2. Klasse verliehen. Anschließend kam er bei der ersten Schlacht von El Alamein zum Einsatz, wo es ihm während eines alliierten Angriffes in der Nacht vom 21. auf den 22. Juli 1942 gelang, innerhalb weniger Minuten 15 Panzer der 23. britischen Panzerbrigade abzuschießen (neun vernichtet, sechs manövrierunfähig). Für diese Tat wurde ihm das Eiserne Kreuz 1. Klasse im Felde verliehen und er wurde zum Ritterkreuz vorgeschlagen, das er am 29. Juli 1942, im Alter von 19 Jahren, von Generalfeldmarschall Erwin Rommel persönlich verliehen bekam.

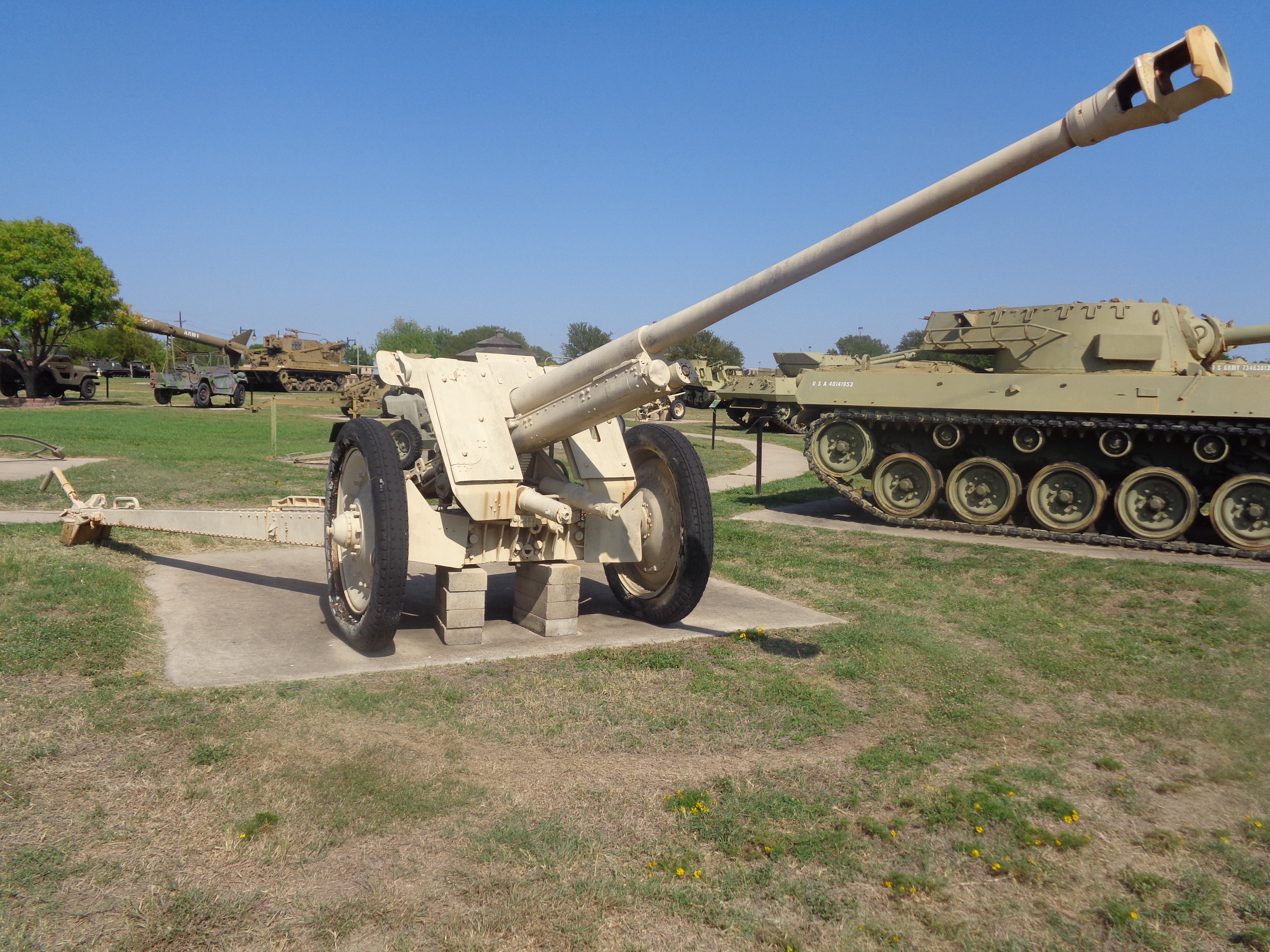
7,62-cm-PaK 36, umgebaute sowjetische Beutekanone

Am 1. November 1942 erfolgte seine Beförderung zum Unteroffizier. Zweimal, im Dezember 1942 und im März 1943, wurde er verwundet und befand sich in Krankenhäusern in Athen und Wien. Am 1. Juli 1943 wurde er Fahnenjunker, ehe er einen Monat später an einem Fallschirmjäger-Lehrgang in Wischau teilnahm. Am 1. Oktober 1943 wurde er zum Feldwebel und am 1. November 1943 zum Oberfähnrich befördert. Anschließend nahm er von Dezember 1943 bis Ende Februar 1944 an einem Oberfähnrichs-Lehrgang in Berlin teil, in dessen Folge er am 1. März 1944 zum Leutnant befördert wurde. Noch im selben Monat wurde er nach Frankreich versetzt, wo er als Ordonnanzoffizier beim Panzergrenadier-Regiment 192 der 21. Panzer-Division Verwendung fand. Zusammen mit seiner Einheit geriet er im August 1944 nach schweren Kämpfen im Kessel von Falaise in alliierte Kriegsgefangenschaft und wurde in ein Lager in die USA überführt.

### 1946 bis 2017
Im März 1946 wurde Halm entlassen und kehrte nach Deutschland zurück, wo er zusammen mit seiner Ehefrau die Brennstoffhandlung seiner Schwiegereltern übernahm und bis 1988 selbst führte, ehe er sie aus Altersgründen verkaufte. Noch im Jahr seiner Rückkehr wurde er Mitglied im Turn- und Sportverein Bad Münder, wo er von 1973 bis 1993 Vereinsvorsitzender und danach Ehrenvorsitzender wurde. Ebenfalls war er Vorsitzender der Arbeitsgemeinschaft Sportvereine der Stadt Bad Münder, Vorsitzender der Ortsgruppe Bad Münder des Volksbundes Deutsche Kriegsgräberfürsorge, Aufsichtsratsmitglied bei der Volksbank Bad Münder und Mitglied im Schützenverein von 1907.
Für diese zahlreichen ehrenamtlichen Tätigkeiten wurde er mit der goldenen Ehrennadel des Landessportbundes Niedersachsen, dem Ehrenbrief des Deutschen Turner-Bundes, der Silbernen Stadtmedaille von Bad Münder und 1995 mit dem Bundesverdienstkreuz am Bande ausgezeichnet. Die am 12. Mai 2004 in der Julius-Leber-Kaserne gegründete Reservistenkameradschaft 14 der deutschen Bundeswehr trägt seinen Namen. Günter Halm war bei der Gründungsveranstaltung zusammen mit seiner Frau dabei.
Er traf auch mit Paul Carell zusammen, dem er seine Erfahrungen in Nordafrika schilderte, die dieser in dem Buch Die Wüstenfüchse. Mit Rommel in Afrika veröffentlichte.
Im Jahre 2012 erschien die Biographie über Günter Halm unter dem Titel: Ein Grenadier entscheidet eine Schlacht. Die Erinnerungen von Günter Halm, dem jüngsten Ritterkreuzträger des Afrikakorps.